# Le Roi au-delà de la mer
Le Roi au-delà de la mer est un roman de Jean Raspail paru en janvier 2000 aux Éditions Albin Michel.